# Araules
Araules ist eine französische Gemeinde mit 615 Einwohnern (Stand: 1. Januar 2022) im Département Haute-Loire in der Region Auvergne-Rhône-Alpes. Sie gehört zum Arrondissement Yssingeaux und zum Kanton Yssingeaux.

## Geographie
Araules liegt im Velay, einer Landschaft im französischen Zentralmassiv, etwa 23 Kilometer ostnordöstlich von Le Puy-en-Velay am Flüsschen Auze. Im Gemeindegebiet liegt der Pic du Lizieux (1388 Meter), ein erloschener Vulkan. Umgeben wird Araules von den Nachbargemeinden Yssingeaux im Norden, Saint-Jeures im Osten und Nordosten, Mazet-Saint-Voy im Osten und Südosten, Champclause im Süden sowie Queyrières im Westen.

## Bevölkerungsentwicklung
| Jahr                       | 1962 | 1968 | 1975 | 1982 | 1990 | 1999 | 2006 | 2017 |
| Einwohner                  | 980  | 865  | 777  | 686  | 595  | 607  | 616  | 597  |
| Quellen: Cassini und INSEE |      |      |      |      |      |      |      |      |

## Sehenswürdigkeiten
- Kirche Notre-Dame
- Wehrhaus Mas de Hermens aus dem 16. Jahrhundert

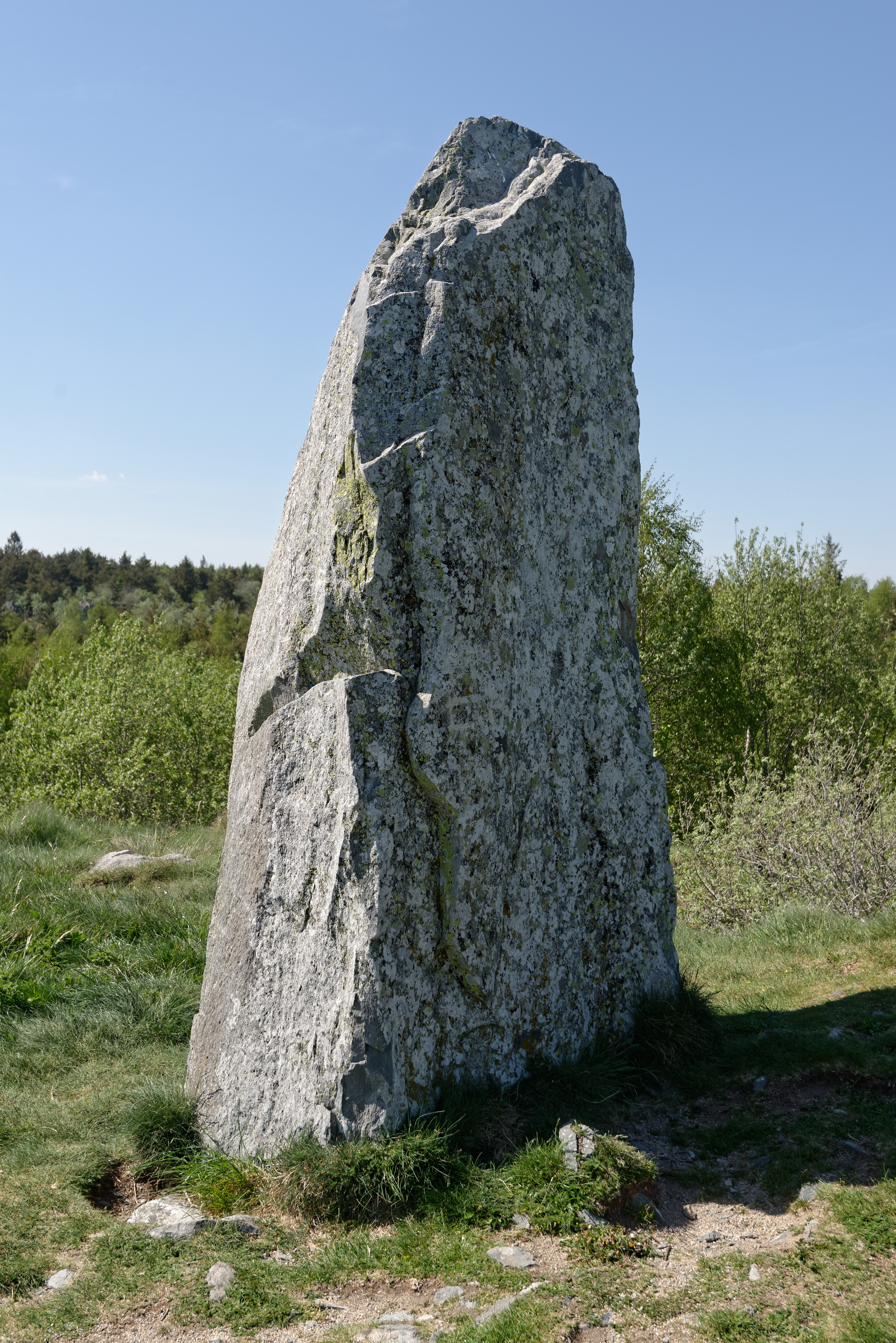
Menhir de Chièze

- Menhir de Chièze